# Penteskouphia
Penteskouphia es un área de interés arqueológico situada sobre una colina coronada por un fuerte a unos 1200 m al suroeste de Acrocorinto.

## Pínakes de Penteskouphia
Es un sitio famoso en los anales arqueológicos porque en una cañada en la pendiente norte de la colina, a unos 3 km al suroeste de la antigua Corinto, fueron descubiertos más de 1000 pínakes (en griego, πίνακες y en singular, πίναξ, "pínax") de terracota alrededor de 1879 durante una excavación clandestina. Otras excavaciones y hallazgos fortuitos en el sitio han aumentado el número de fragmentos hasta alrededor de 1500. 
Los pínakes, que fueron vendidos ilegalmente, se encuentran ahora principalmente, principalmente fragmentadas, en museos de Berlín (la gran mayoría, Museo Antikensammlung), París (16 en el Museo del Louvre) y Corinto (más de 250), y provenían de un santuario corintio dedicado a Poseidón, del que no se han encontrado restos arquitectónicos hasta ahora. 
Muchas placas están perforadas para colgarlas, tal vez de las ramas de los árboles en el temenos. Estos pínakes a menudo están representados en vasos griegos, junto con hermas, colgando de cuerdas en la pared de un templo o en un árbol.
Las ofrendas que se han encontrado en Penteskouphia no son únicas. Similares se han encontrado en Peracora en el distrito de alfareros de Corinto, Epidauro y Atenas. Pueden fecharse con bastante facilidad por los diferentes estilos y se utilizaron durante un período bastante largo. Se ha estimado que las más antiguas pueden ser de c. 650 a. C. aunque la mayoría pertenece al estilo de figuras negras corintas tardías de ca. 570-500 a. C.

### Descripción
En este santuario de Poseidón, era usual que los navegantes ofrecieran estos pínakes con diferentes representaciones de sacrificios u ofrendas, como unos exvotos. Muchos están pintados en ambos lados, con motivos diferentes. 
Varios pínakes llevan inscripciones votivas dedicadas a las divinidades marinas, Poseidón en alfabeto epicórico corintio, con representaciones del dios y Anfitrite, la reina del mar, con atributos marinos y ecuestres. También se muestran naves y escenas de la vida cotidiana, especialmente trabajos, como alfareros trabajando con sus tornos de alfareros y kilns (hornos), leñadores, barcos.
Los pínakes encontrados proporcionan datos de interés para el conocimiento de los cultos locales en tiempos de la Grecia Arcaica, en particular, del culto a Poseidón y Anfitrite, la vida y trabajos y utensilios cotidianos de la época y una de las bases para el estudio del alfabeto epicórico y el dialecto corintio.

## Galería de algunos pínakes de Berlín
Mientras no se diga otra cosa, pertenecen a los años 575-550 a. C.

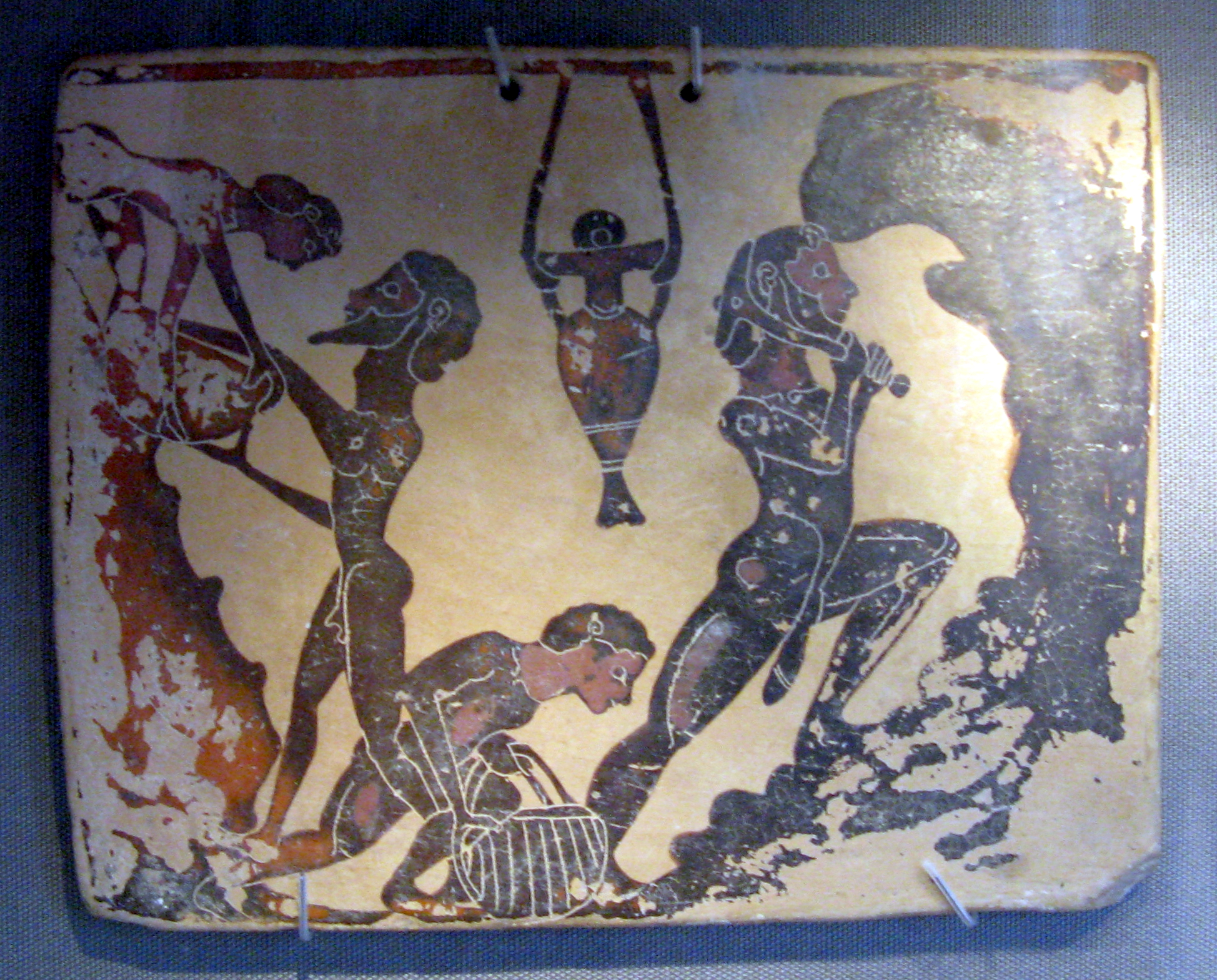
Obteniendo la arcilla
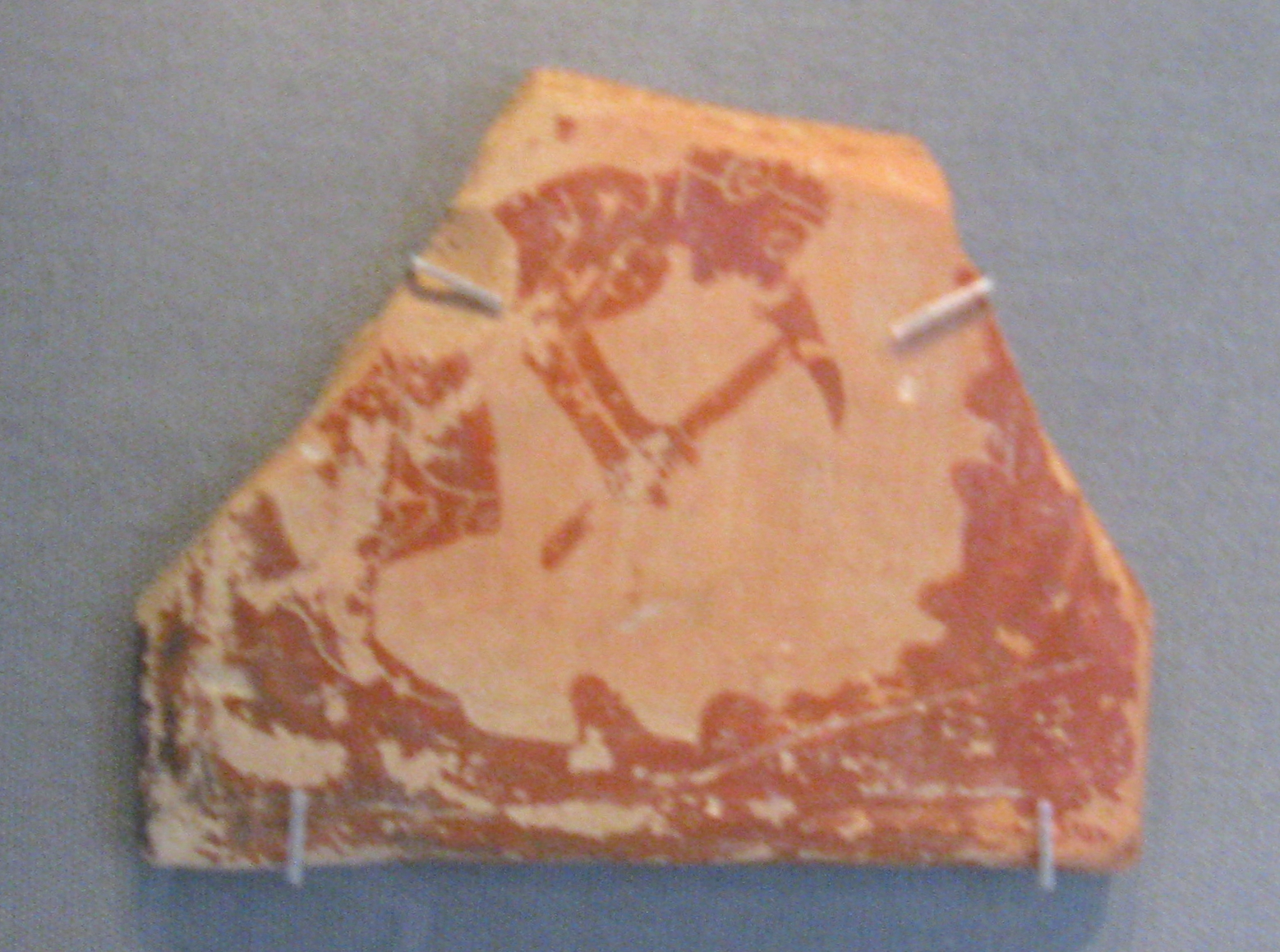
Descarga de arcilla
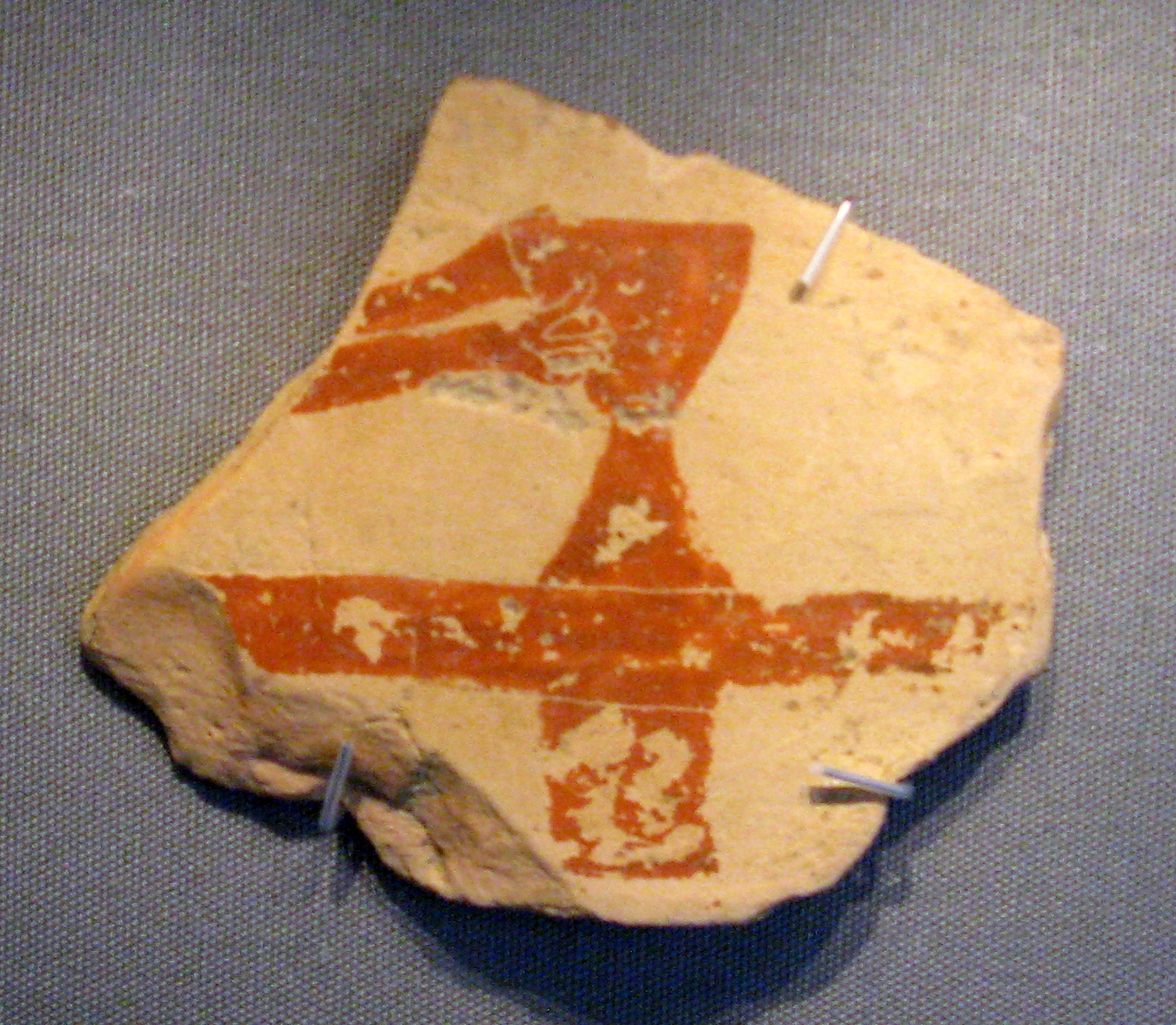
Elaboración de cerámica
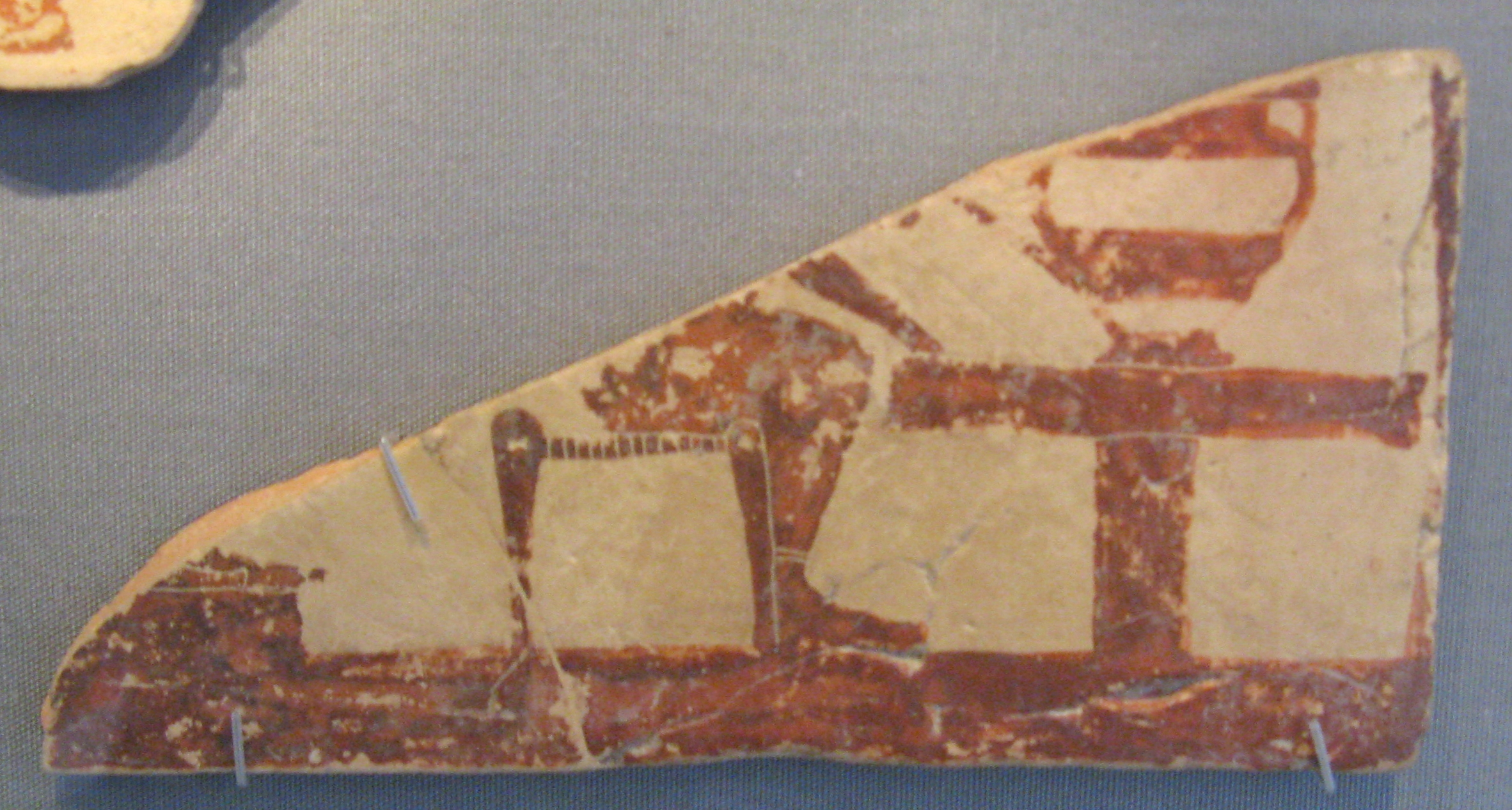
Elaboración de vaso de cerámica
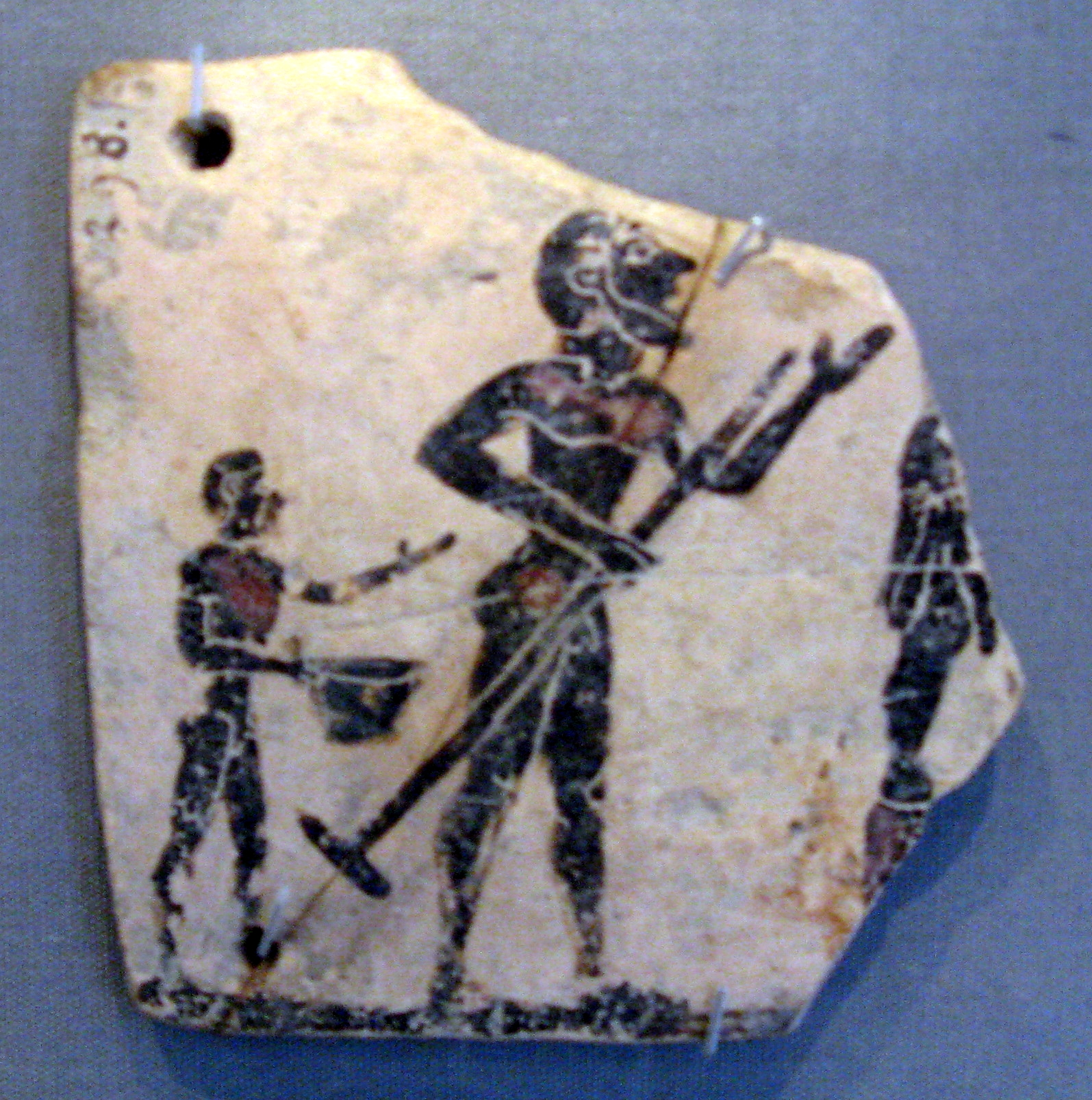
Calentando el kiln (horno) para fabricación de cerámica
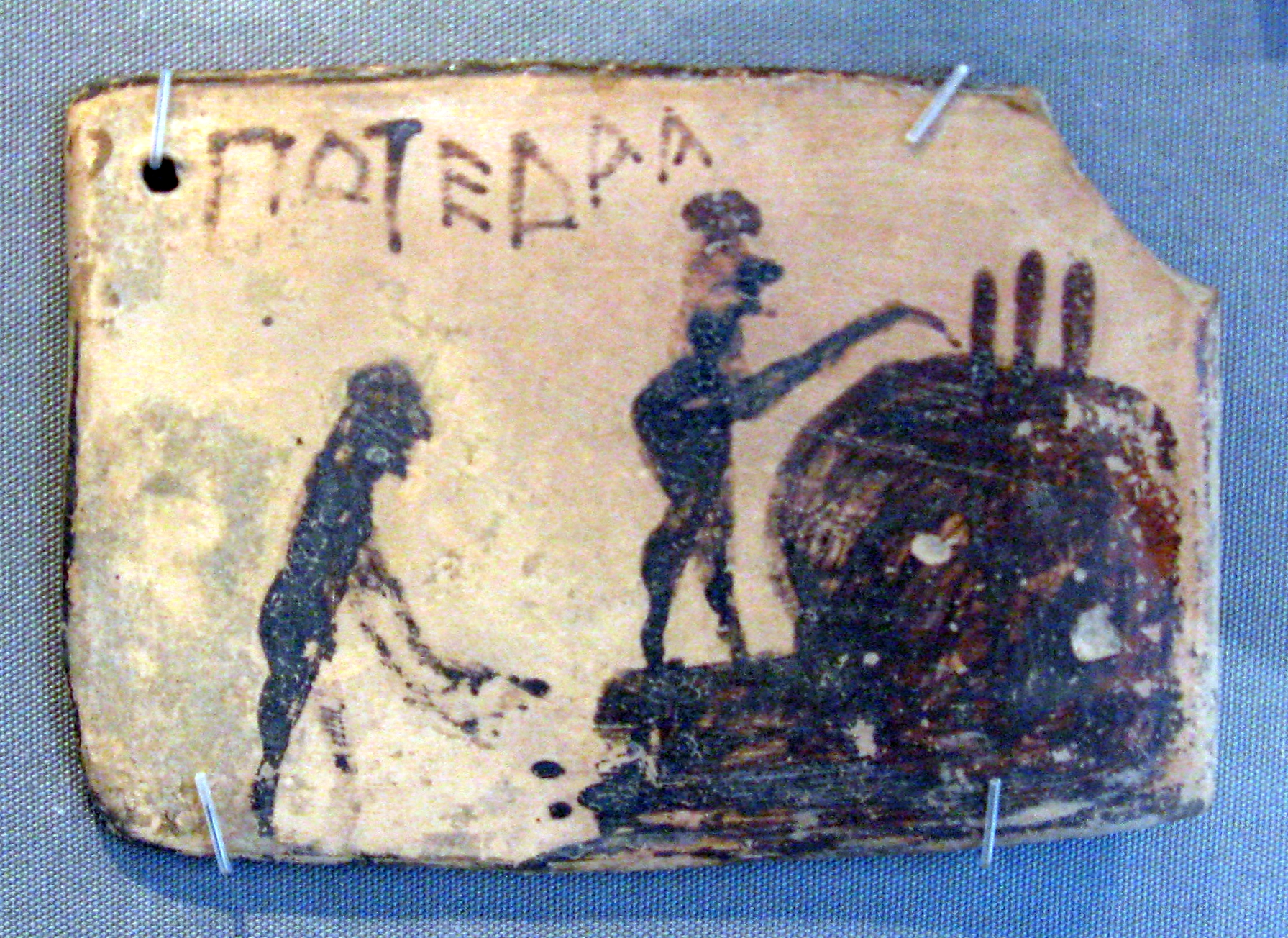
Kiln para la fabricación de cerámica
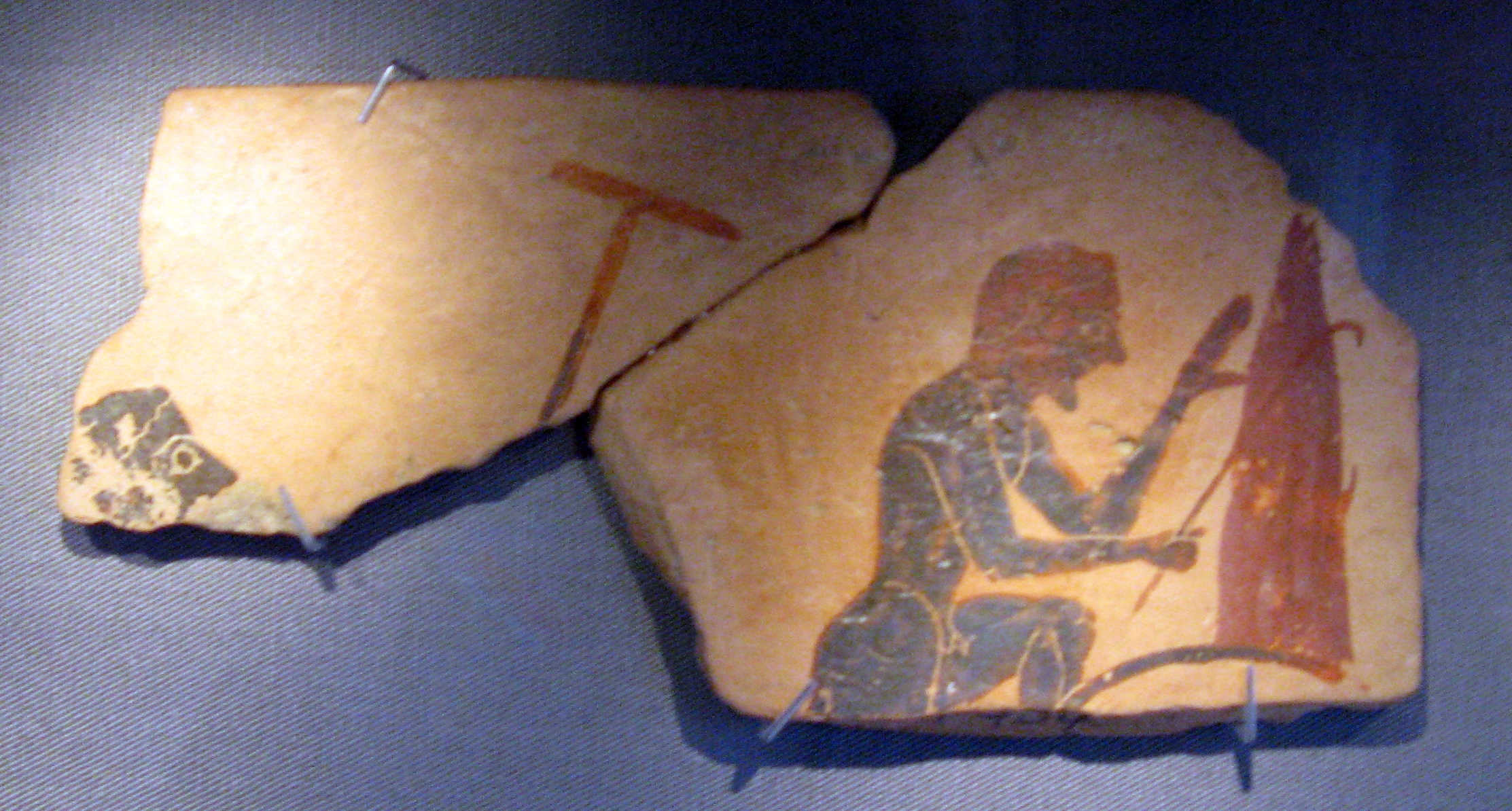
Proceso de producción de cerámica
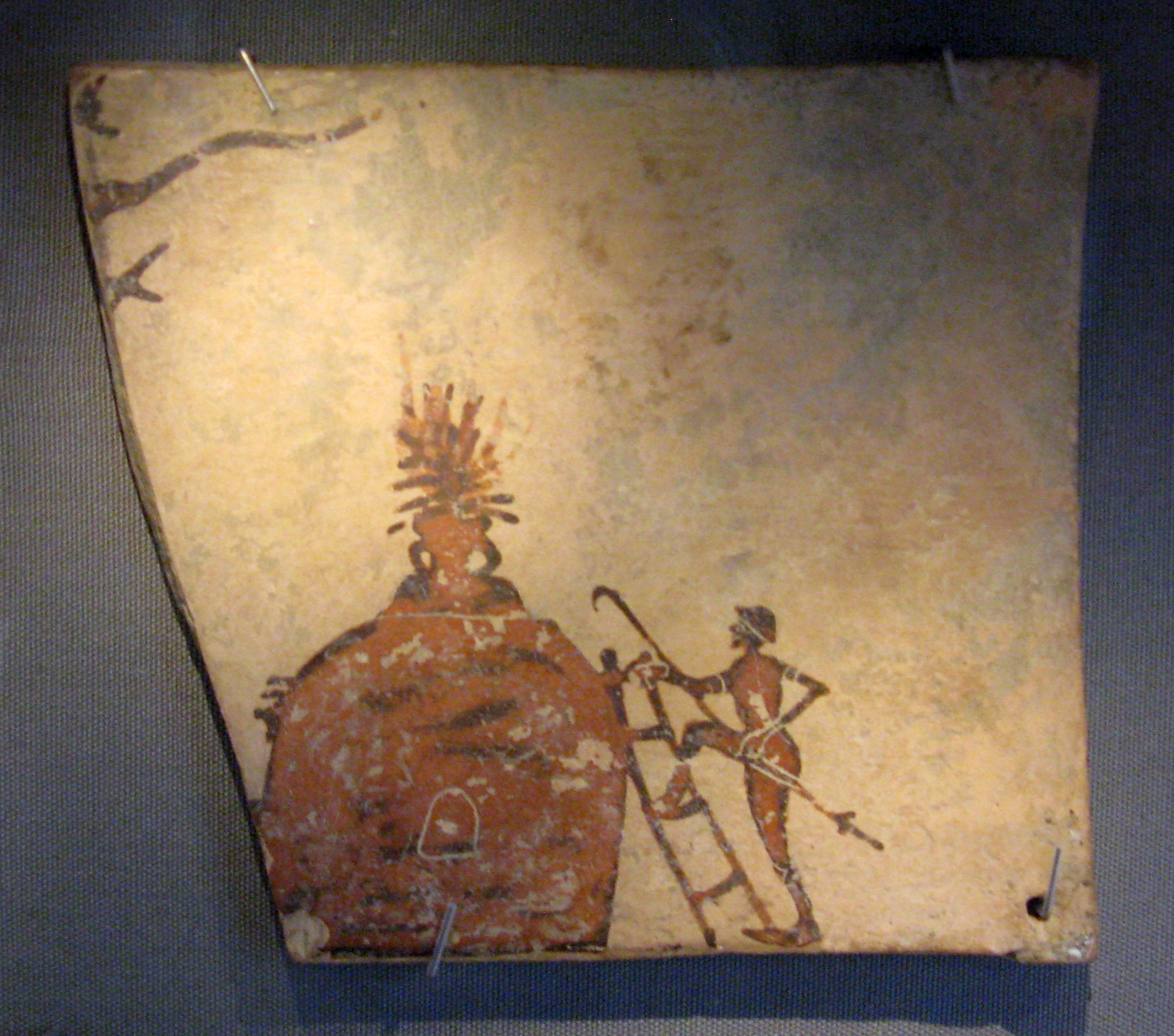
Calentamiento del horno para la fabricación de cerámica
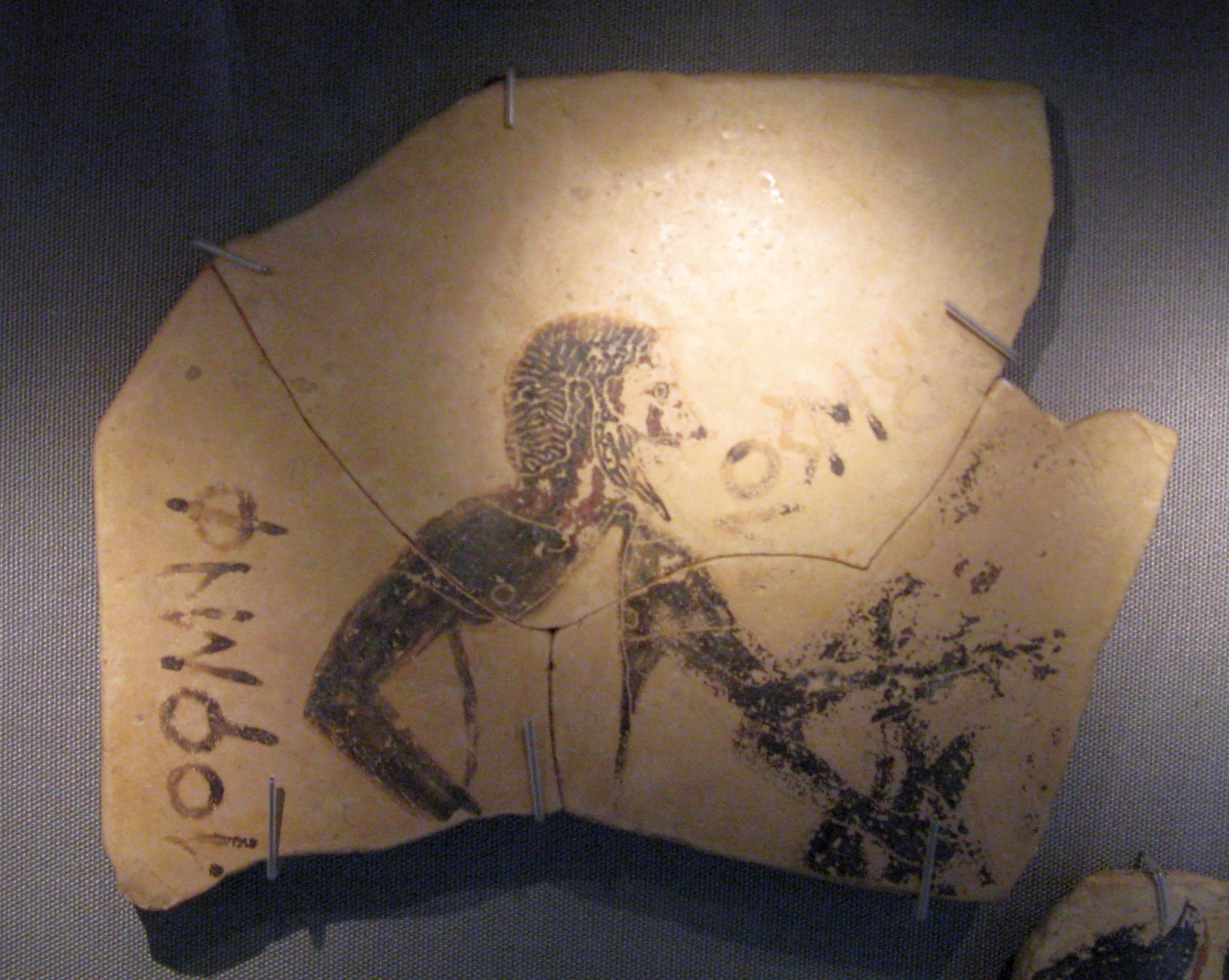
Carga de materiales
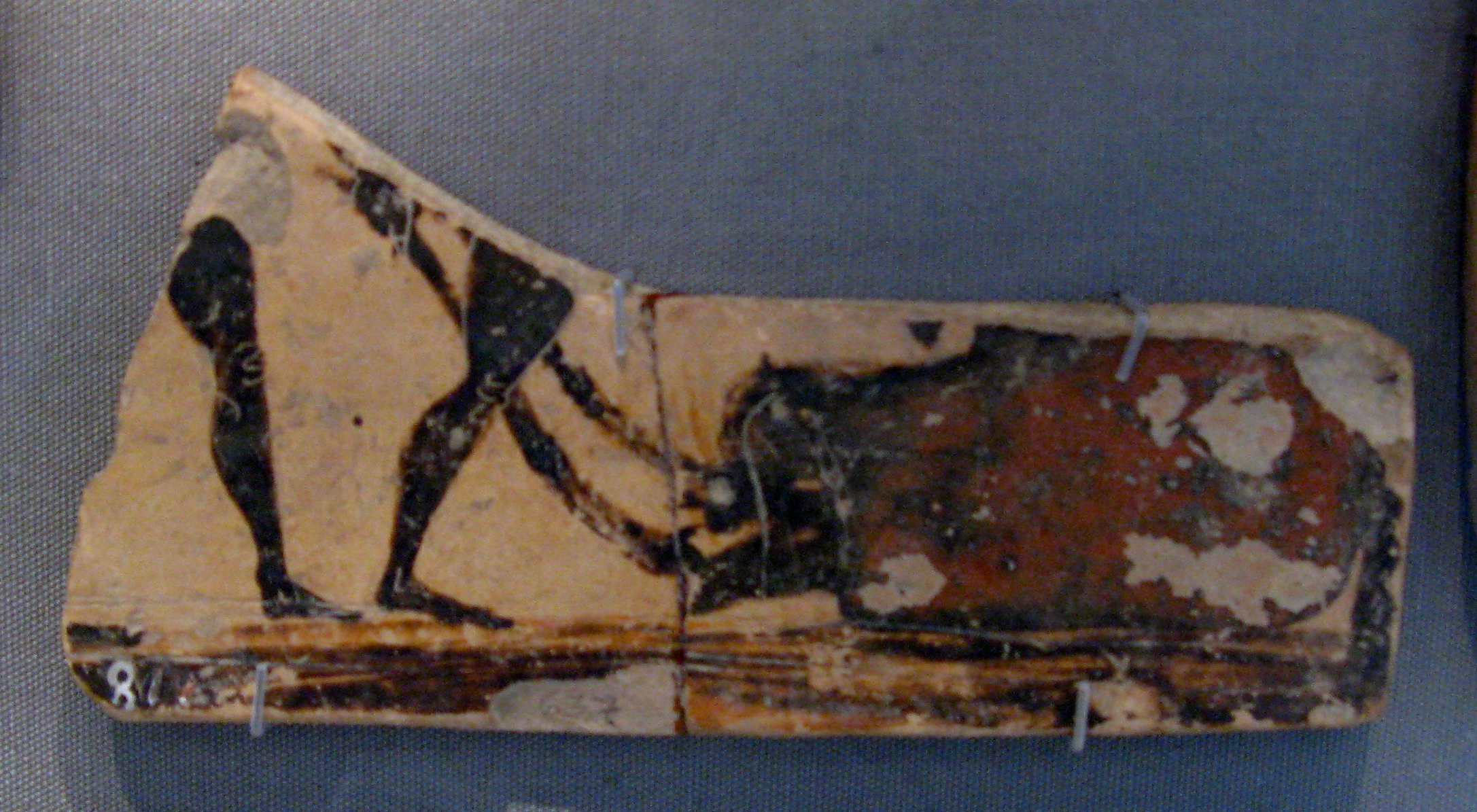
Carga de materiales
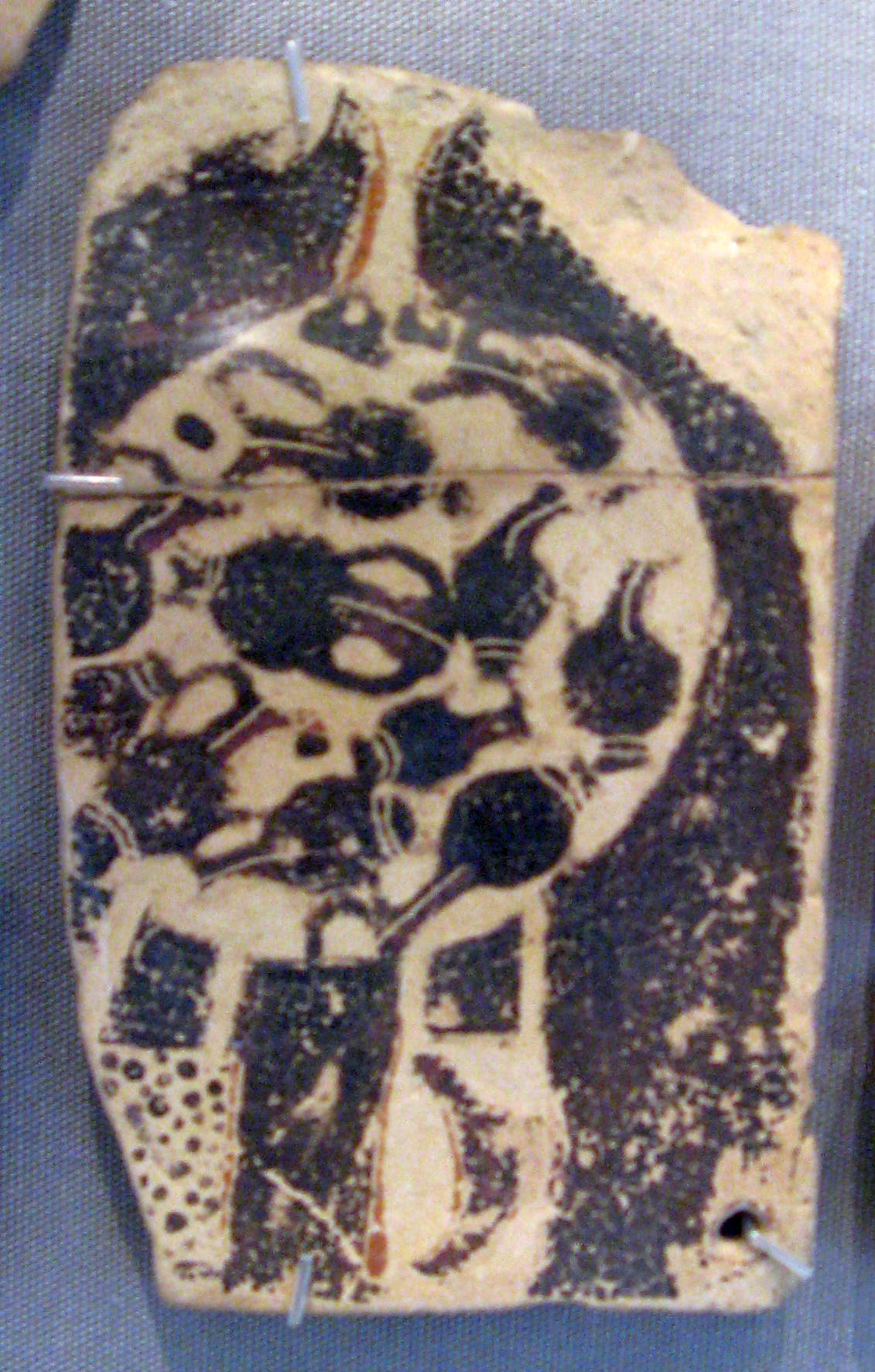
Mirando dentro del horno donde se ven varias piezas
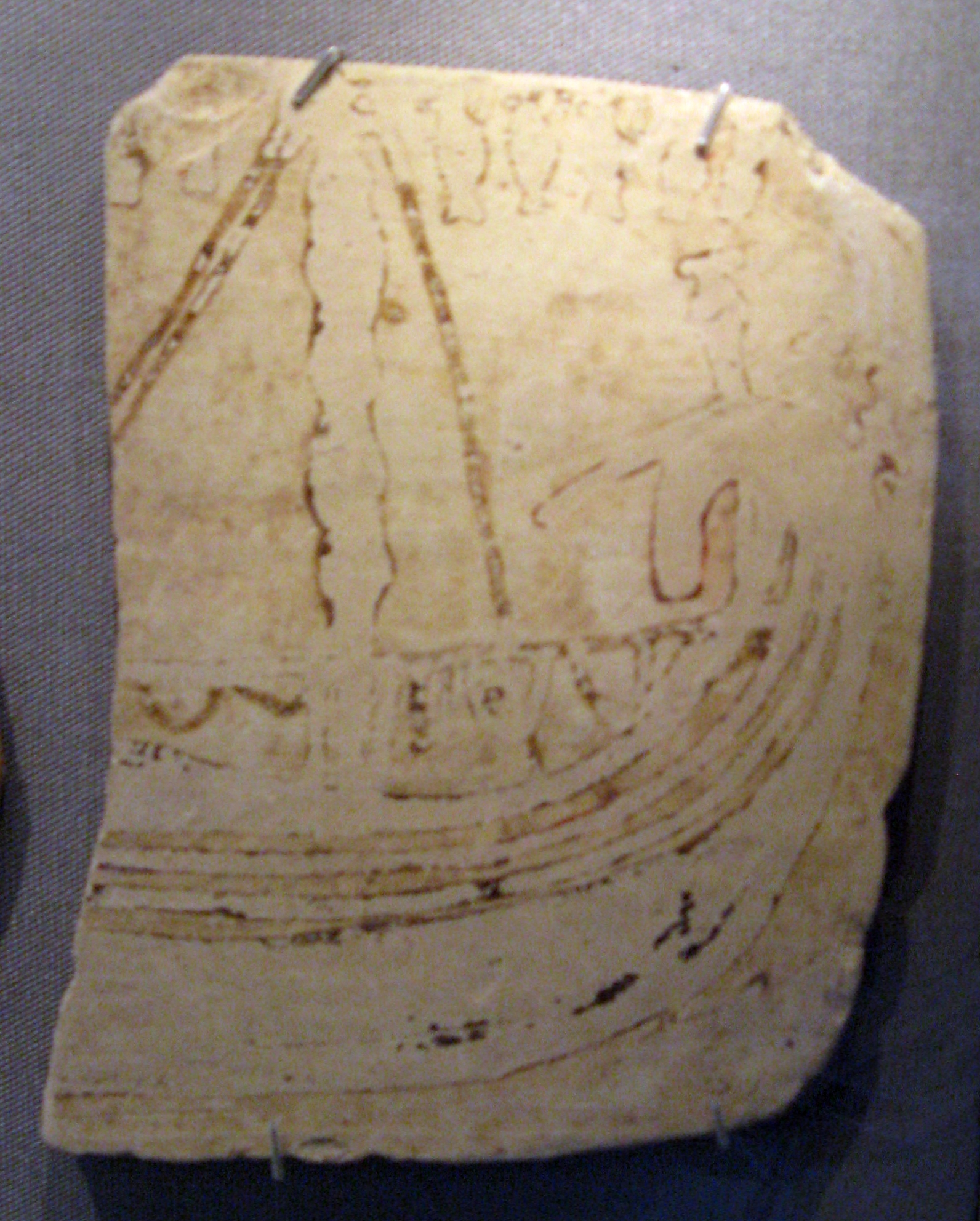
Carga de materiales
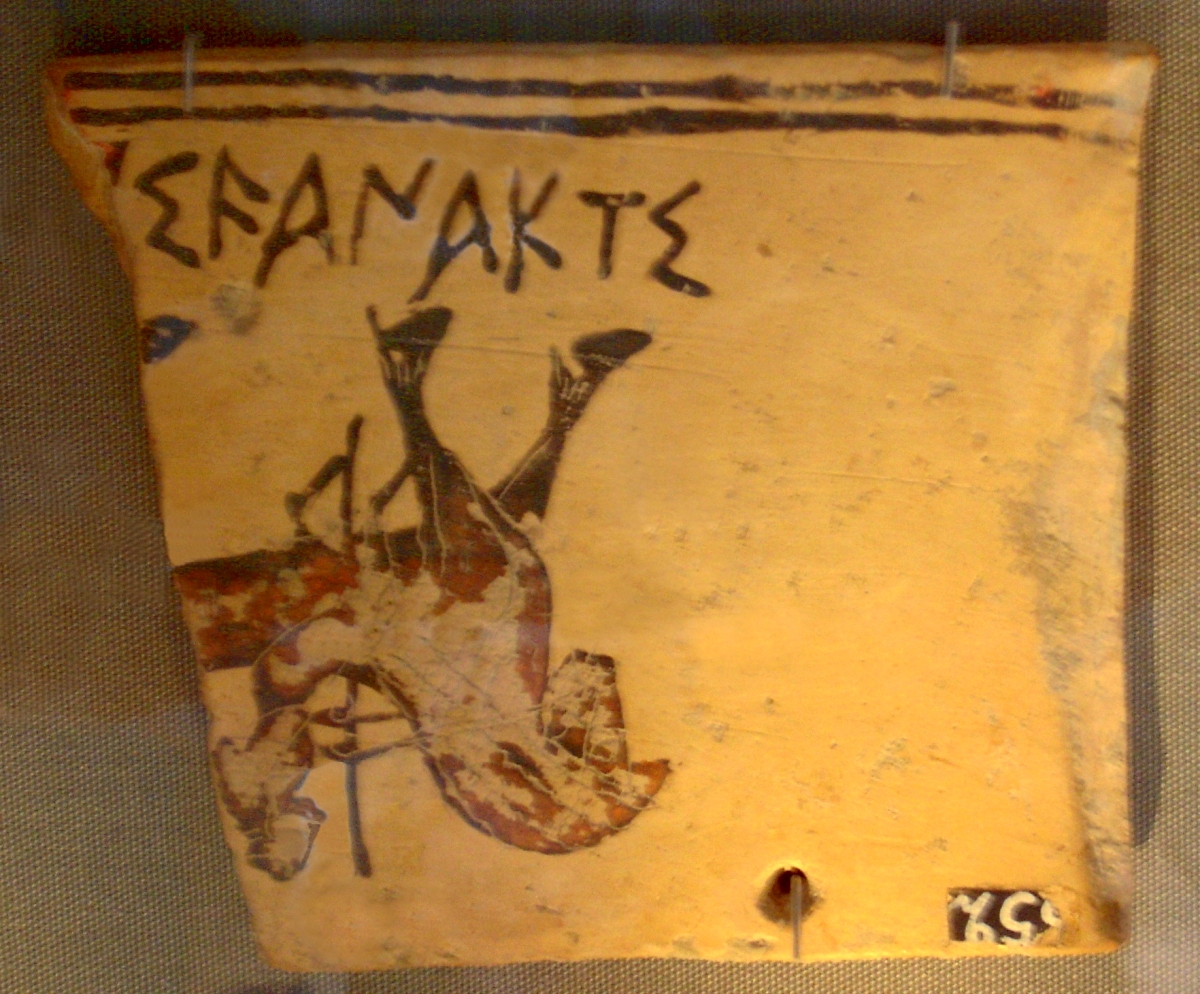
Jinete del Templo de Poseidón con inscripción "ΠΟΤΕΙΔΑΝ] Ι ΦΑΝΑΚΤΙ"
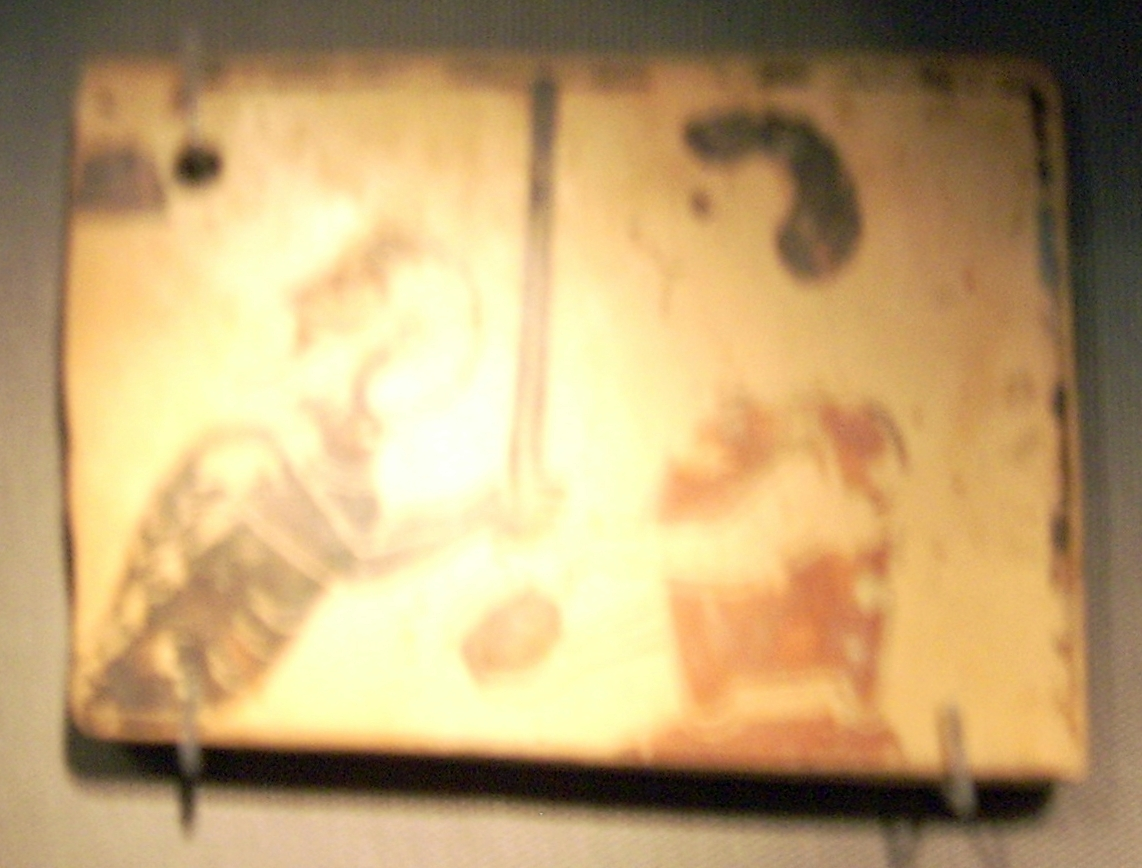
Elaborando cerámica

## Galería de algunos pínakes del Museo del Louvre

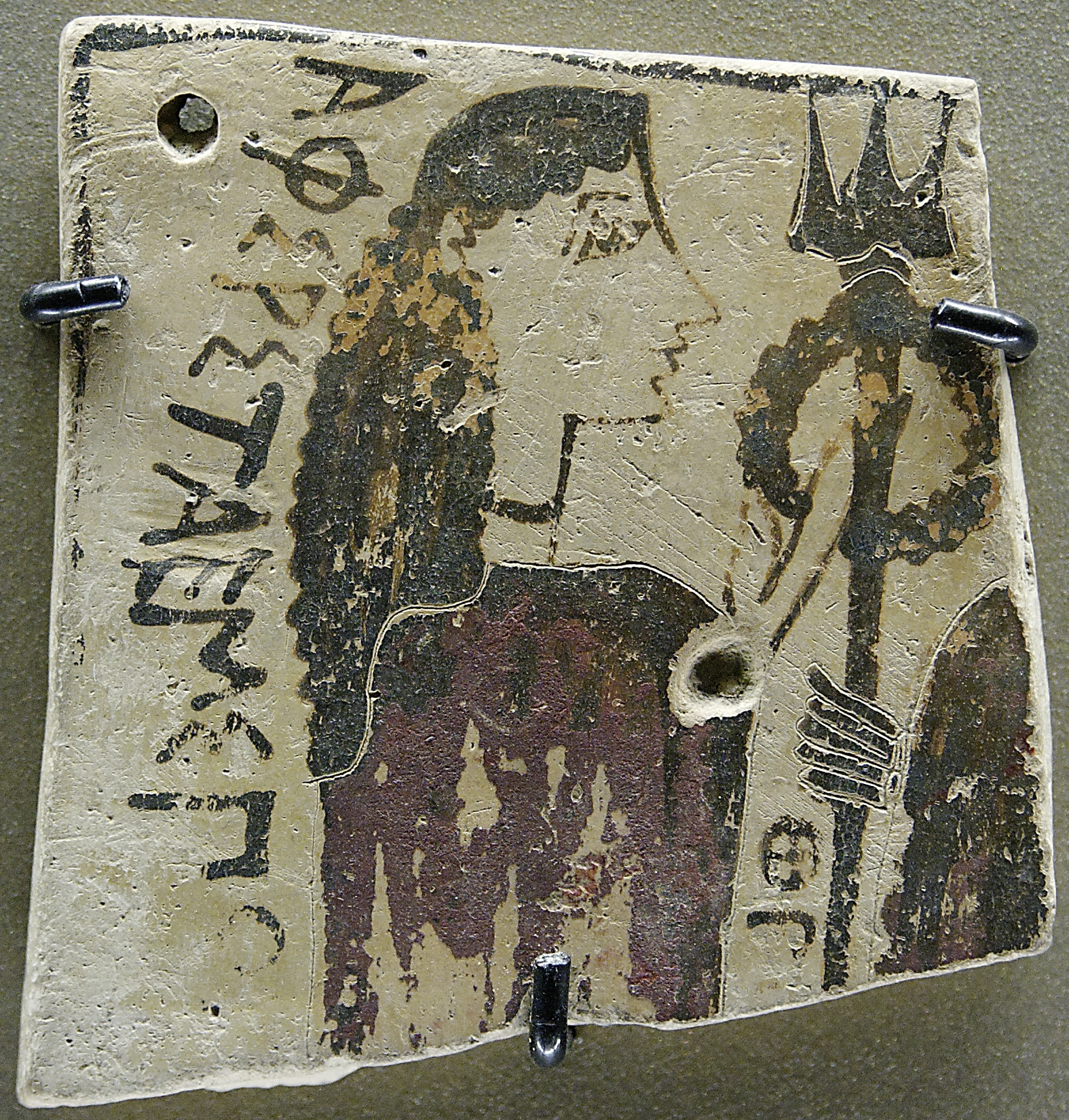
Diosa Anfítrite
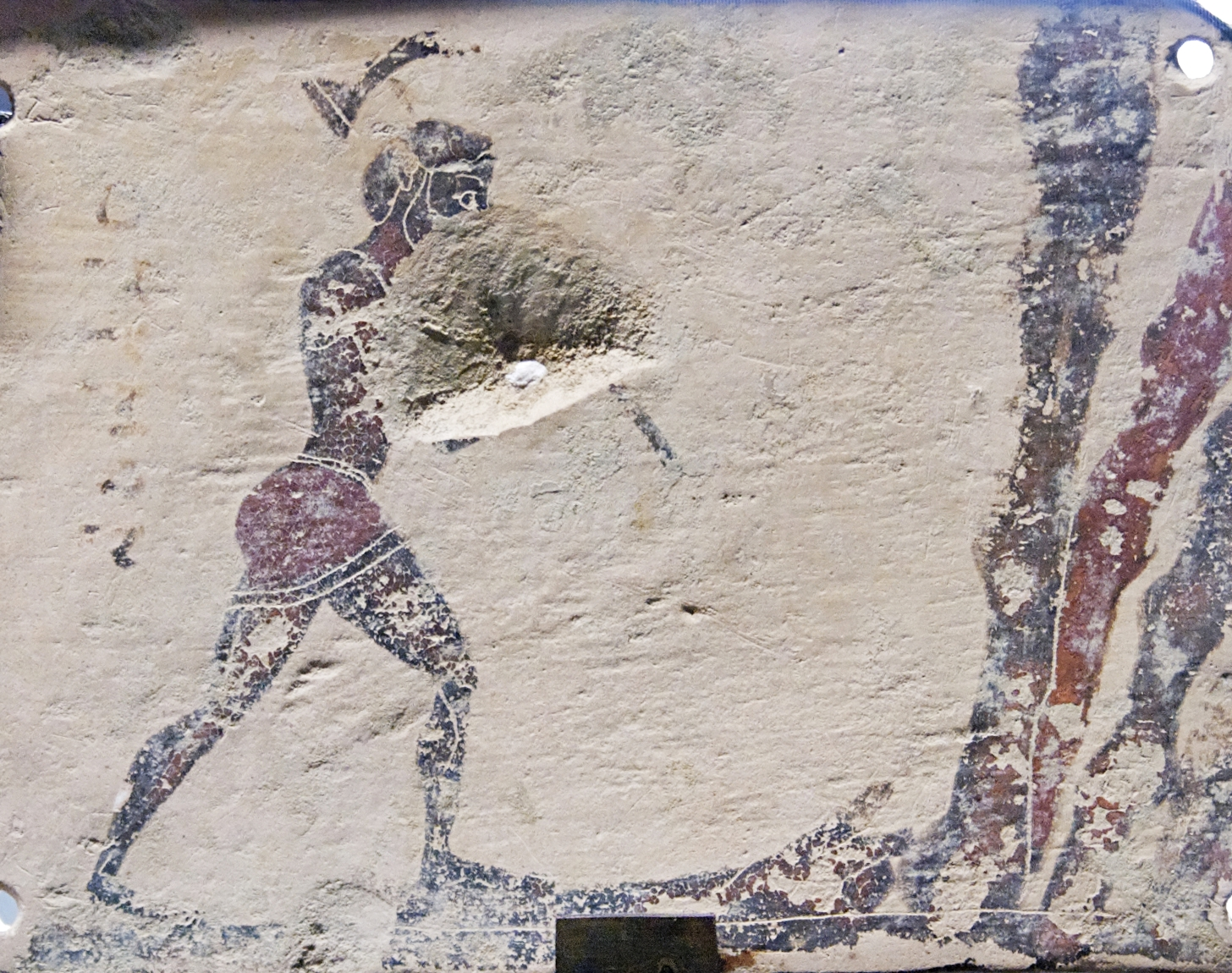
Extrayendo arcilla
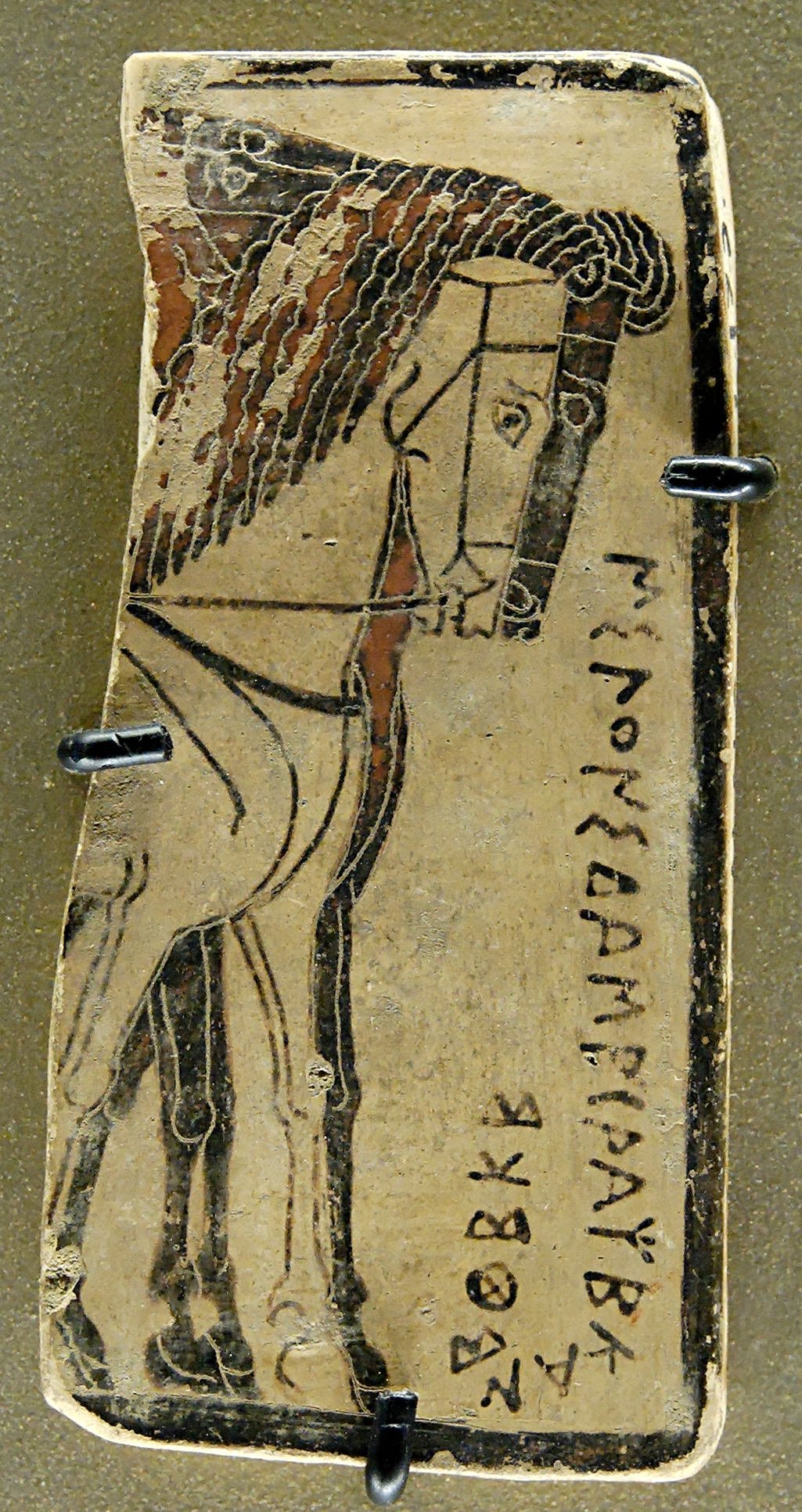
Fragmento de cuadriga con inscripción
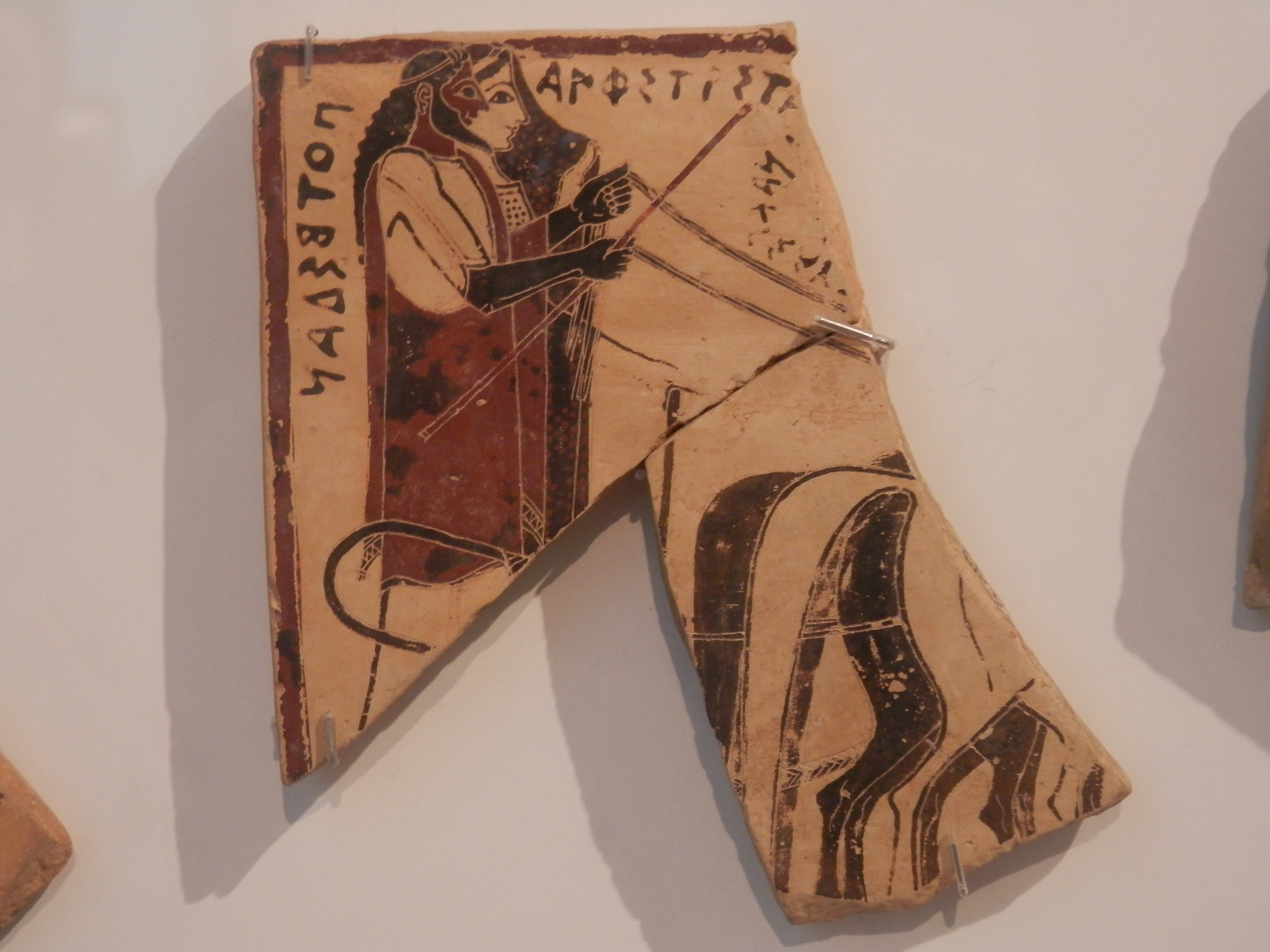
Dios Poseidón conduciendo una cuadriga.
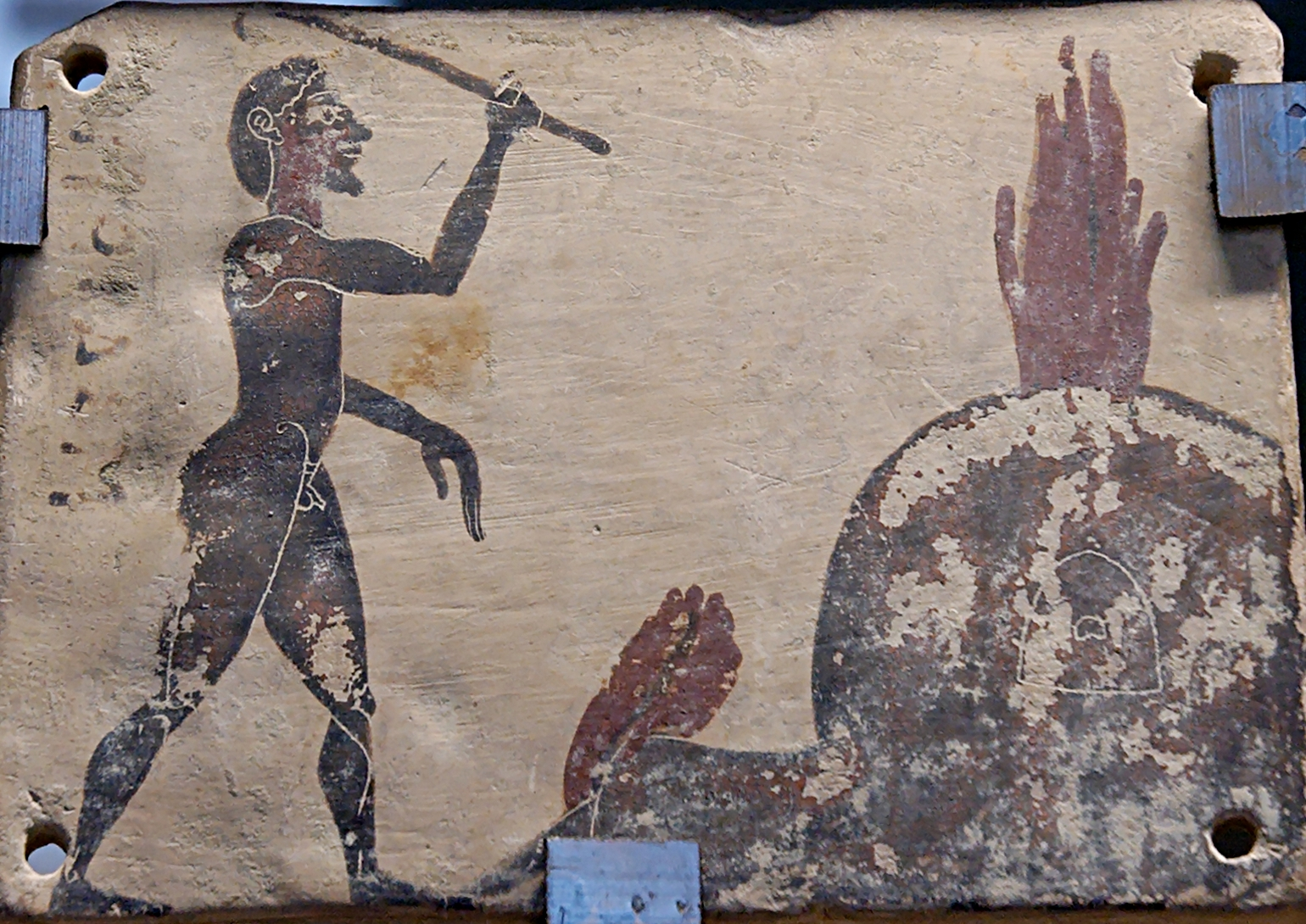
Taller de ceramista con el kiln.
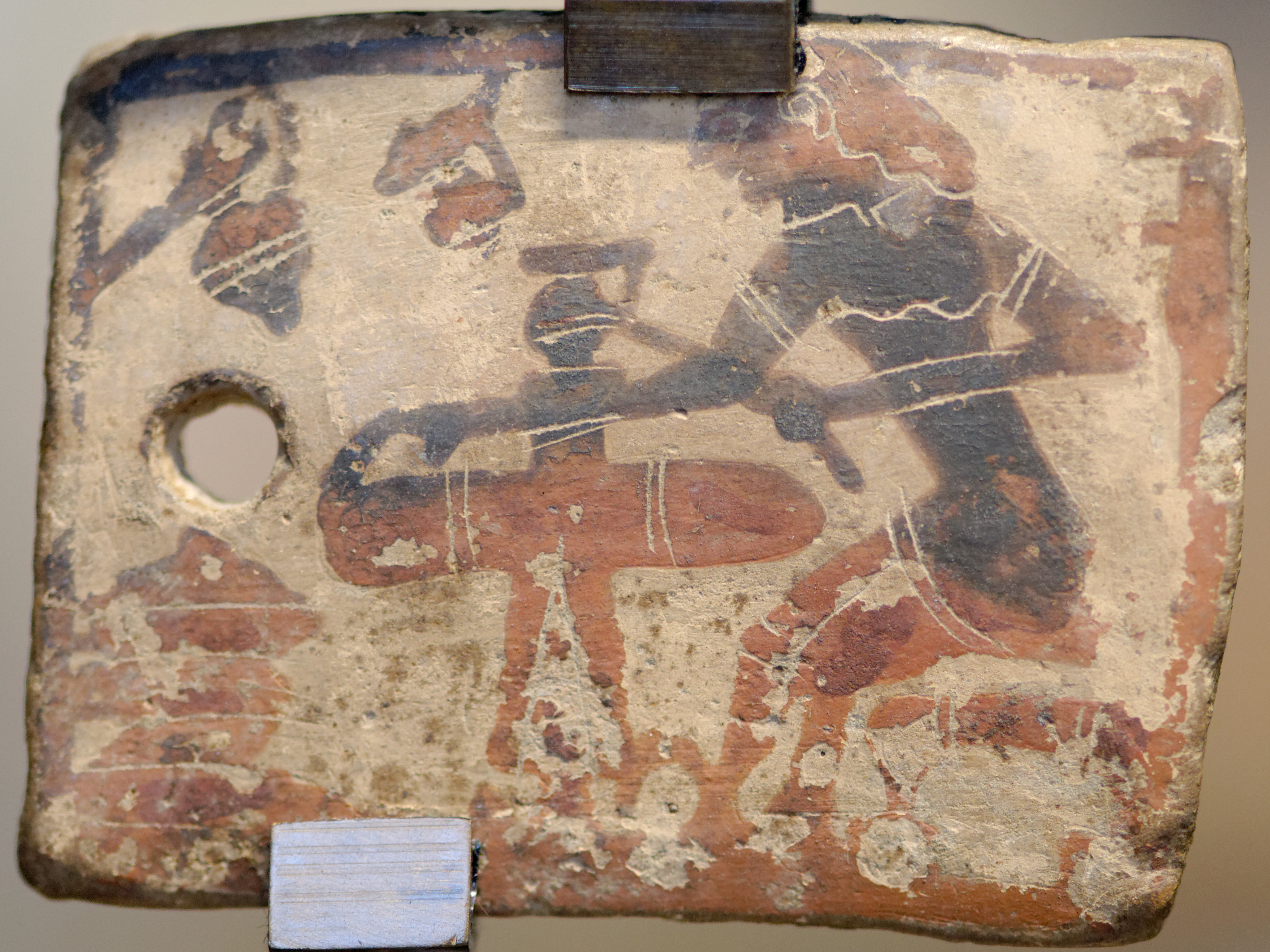
Ceramista trabajando con un torno.